# Szövetséges Ellenőrző Tanács
A Szövetséges Ellenőrző Tanács (németül: Alliierter Kontrollrat) Németország legfelső szintű kormányzó és törvényhozó hatósága volt a második világháborút követő években. A tanács feladata a háborút lezáró német kapituláció nyomán megszűnt birodalmi kormány helyettesítése és a potsdami konferencia döntéseinek gyakorlati megvalósítása volt. 
A tanácsot a Németországot megszálló négy hatalom: az Amerikai Egyesült Államok, az Egyesült Királyság, Franciaország és a Szovjetunió képviselői alkották. A hatóság 1945. július 30-án ült össze első ízben. Székhelye a berlini Altes Kammergericht épületében volt. 
A Szövetséges Ellenőrző Tanács működését azzal kezdte, hogy a nemzetiszocializmus éveiben hozott elnyomó, zsidóellenes és antidemokratikus törvényeket hatályon kívül helyezte. Ezután lefolytatta a nürnbergi pert, melynek során a náci Németország vezetőit felelősségre vonták. Ezzel párhuzamosan zajlott le az ország denácifikációja.
A nyugati szövetségesek és a Szovjetunió viszonya azonban hamarosan megromlott, és 1948-ra a Szovjetunió elhagyta a Szövetséges Ellenőrző Tanácsot. A következő évben Németország kettészakadt: a szovjet megszállási övezetben megalakult a Német Demokratikus Köztársaság, a három másik megszállási zóna pedig Német Szövetségi Köztársaság néven egyesült.
A Szövetséges Ellenőrző Tanács formálisan csak 1990-ben, Németország újraegyesítésekor szűnt meg.